# Solarsiedlung

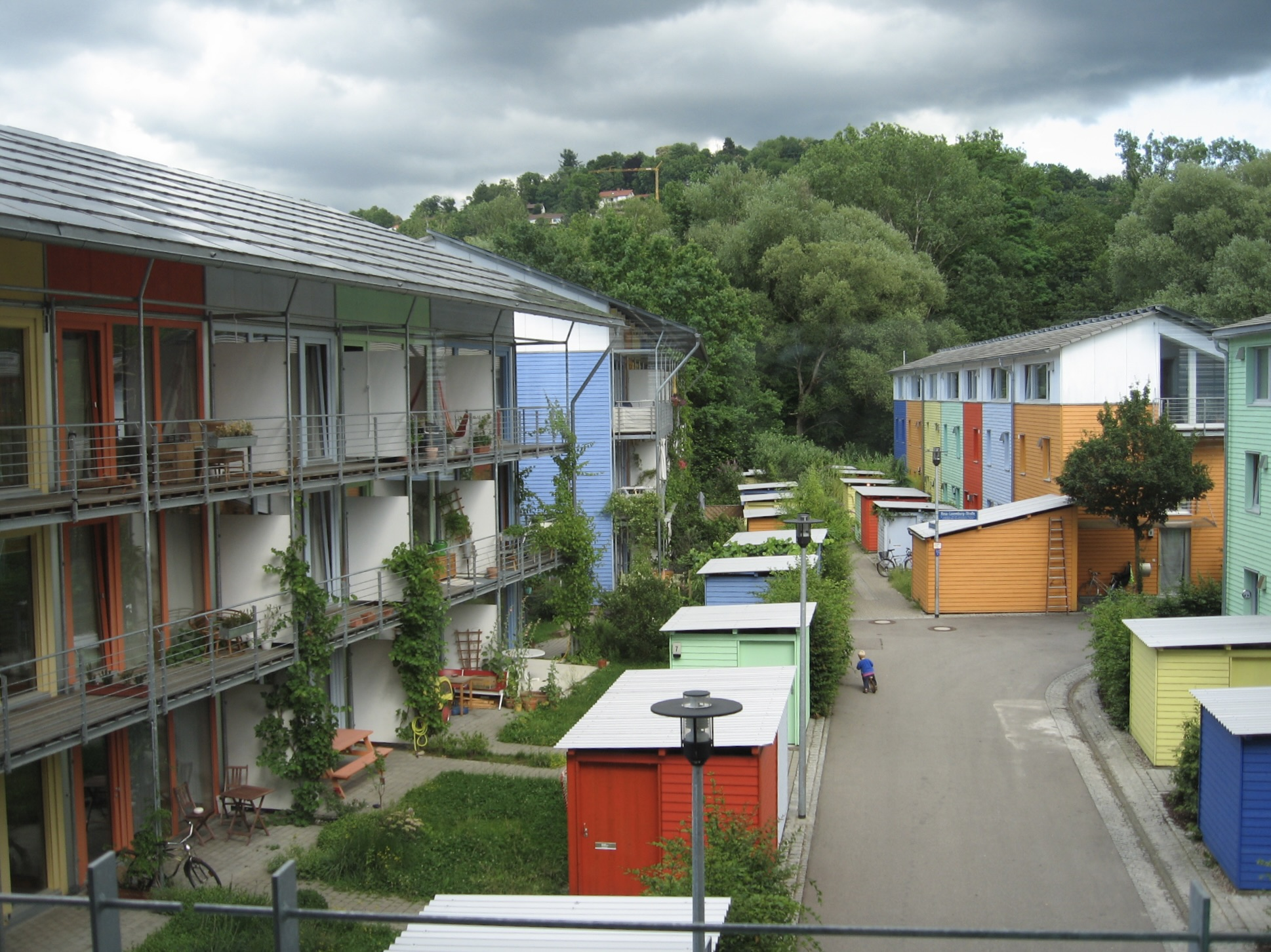
Häuser in der Solarsiedlung am Schlierberg

Eine Solarsiedlung (auch Solardorf oder Sonnensiedlung/-dorf genannt) ist eine Siedlung, bei deren Errichtung bzw. Sanierung/Modernisierung die Nutzung der Solarenergie für die Energieversorgung im städteplanerischen Konzept (in Deutschland meist offiziell in Form eines Bebauungsplanes) festgeschrieben wurde.
In der Regel wird hierfür neben der Nutzung der Sonnenenergie in Form von
- Solararchitektur für direkte Beheizung und Beleuchtung (über Fensterflächen, Dächer und Wände),
- Solarheizung für indirekte Beheizung,
- Photovoltaik für die Stromversorgung,

auch die Einhaltung gehobener Energiestandards für die Gebäude durch eine besonders energiesparende Bauweise (Dämmung, Lüftungstechnik, optimale Ausrichtung/Südorientierung der Gebäude, Vermeidung von Verschattungen bzw. solaren Einstrahlungsverlusten) und ein energiesparendes Verkehrskonzept (Car-Sharing, Anbindung an ÖPNV, Elektroautos etc.) zugrunde gelegt.
Üblich ist weiterhin, dass auch Kombinationen von Solarenergie mit anderen regenerativen Energieformen wie Geothermie (Wärmepumpenheizung etc.) oder Bioenergie (Holzheizung etc.) im Konzept zugelassen sind, wobei jedoch die namensgebende Solarenergie im Vordergrund stehen sollte.

## Beispielprojekte
- Eines der ersten Projekte in Deutschland (begonnen 1972, fertiggestellt 1980) war das Solardorf Penzberg in Penzberg in Bayern.[1]
- Die wohl bekannteste Solarsiedlung Deutschlands ist die Solarsiedlung am Schlierberg in Freiburg-Vauban, erbaut ab 1998.
- Eine Vorreiterrolle bei der Einrichtung von Solarsiedlungen in Deutschland übernahm ab dem Jahr 1997 das Land Nordrhein-Westfalen mit dem Förderprogramm 50 Solarsiedlungen in NRW.
- Ab 1999 entstand in Linz, Österreich, die solarCity Linz.
- Mit der Solarsiedlung Gelsenkirchen-Bismarck entstand die erste Solarsiedlung im Ruhrgebiet. Ende 1999 bezogen die ersten Bewohner ihre Häuser und seit der endgültigen Fertigstellung Ende 2001 wohnen insgesamt ca. 72 Familien in der Solarsiedlung Gelsenkirchen-Bismarck. Bis heute deckt die Siedlung über 40 Prozent des eigenen Strombedarfs durch Sonnenenergie.[3]